# Domingos Jaci Monteiro
Domingos Jacy Monteiro (Rio de Janeiro, 13 de março de 1831 — Rio de Janeiro, 4 de novembro de 1896[carece de fontes?]) foi um poeta, professor, crítico literário, latinista, médico, advogado, servidor público e político brasileiro, além de ingresso cavaleiro da Ordem da Rosa e da Ordem de Cristo.
Foi presidente da província do Amazonas, nomeado por carta imperial de 3 de junho de 1876, de 26 de julho de 1876 a 26 de maio de 1877.